# 奇氏马先蒿
奇氏马先蒿（学名：Pedicularis giraldiana）是列当科马先蒿属的植物，是中国的特有植物。分布于中国大陆的陕西等地，生长于海拔2,900米至3,000米的地区，目前尚未由人工引种栽培。